# Allschwil
Allschwil je město, ležící ve švýcarském kantonu Basilej-venkov. Žije zde přibližně 21 tisíc obyvatel. Nachází se v bezprostřední blízkosti Basileje a je také součástí basilejské aglomerace.

## Geografie
Geograficky a kulturně patří Allschwil do oblasti Sundgau. Obec leží na jihozápadním okraji města Basileje a je ze dvou stran obklopena Francií. Kromě města Basileje sousedí se třemi obcemi Schönenbuch, Oberwil a Binningen v kantonu Basilej-venkov a s francouzskými obcemi Neuwiller, Buschwiller, Hégenheim a Saint-Louis. Allschwil je nejsevernější obcí kantonu Basilej-venkov. Rozloha činí 8,89 km², z čehož 42 % tvoří zastavěná plocha, 31 % zemědělská plocha a 27 % lesy.
Díky své poloze na venkově a blízkosti města Basilej patří Allschwil k oblíbeným místům pro bydlení v regionu Basilej v blízkosti centra města. Leží na soutoku dvou potoků (Lützelbach a Mülibach), které se na návsi spojují a vytvářejí řeku Dorfbach.
Allschwil má podle údajů z roku 2009 rozlohu 8,92 km². Z této rozlohy je 2,62 km², tj. 29,4 %, využíváno pro zemědělské účely, zatímco 2,41 km², tj. 27,0 %, je zalesněno.

## Historie

Letecký snímek (1925)

Nálezy z doby kamenné, bronzové a římské svědčí o dlouhé historii osídlení obce. První písemná zmínka o obci pochází z roku 1033 pod názvem Almswilre. Název místa je složen ze starohornoněmeckého osobního jména, pravděpodobně Alaman nebo Almar/Almer, a základu -wīlāri, který byl často používán Franky a Alamany k označení nových zemědělských osad.

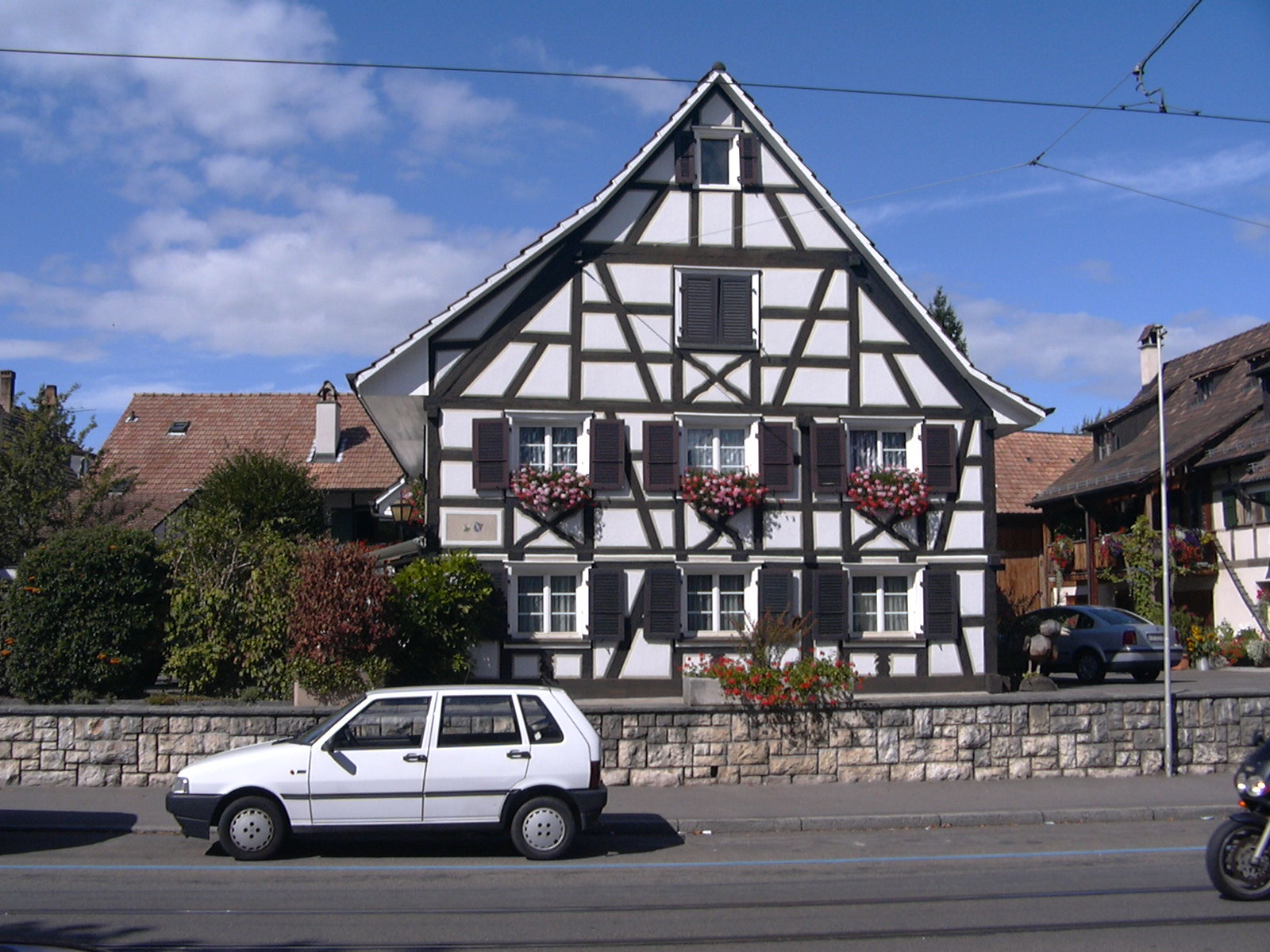
Alsaská architektura v obci

Ve franské době patřil Allschwil k alsaskému vévodství a jako součást panství Birseck připadl v roce 1004 basilejskému knížecímu biskupství. V roce 1525 uzavřelo město Basilej s Allschwilem dočasně zastřešující smlouvu, která do roku 1595 zavedla reformaci. Během třicetileté války byla obec v roce 1634 vypleněna švédskými vojsky a od roku 1792 byla po určitou dobu součástí francouzských departementů Mont-Terrible a Haut-Rhin. Po rozpadu basilejského knížecího biskupství byl Allschwil na Vídeňském kongresu v roce 1815 připojen ke kantonu Basilej. Až do rozdělení kantonů na Basilej-město a Basilej-venkov v roce 1832 patřil Allschwil ke kantonu Basilej.
Po roce 1860 se zemědělská obec Allschwil proměnila v průmyslové město. Mnoho obyvatel pracovalo v továrnách v Basileji. Zemědělci pěstovali především obilí a zeleninu, kterou dodávali na nedaleký basilejský trh. Allschwil byl známý zejména díky bílému zelí. V letech 1897–1921 se zelí zpracovávalo v továrně na kysané zelí, kterou vybudovalo vesnické zemědělské družstvo. Koncem 19. století z obce zmizel len a vinice. V roce 1955 bylo v obci 63 zemědělských podniků, v roce 1965 jich bylo již jen 29 a v roce 1980 se počet zemědělských podniků jen nepatrně zvýšil na 31. Až do roku 1930 se v Allschwilu silně rozvíjel průmysl (především cihlářský, dále oděvní, kovodělný a strojírenský) a v roce 1910 pracovalo v průmyslu asi 73 % dělníků. V 70. letech 19. století bylo v Allschwilu otevřeno několik cihelen, včetně společnosti Passavant-Iselin & Co, která měla první lis na zámkové dlažby ve Švýcarsku. Společnost Passavant-Iselin & Co. byla v provozu až do svého uzavření v roce 1975. Většímu průmyslovému rozvoji bránila absence železničního spojení (v roce 1926 navržený železniční nákladní terminál nebyl nikdy realizován). Kromě toho s rozvojem rýnské lodní dopravy ztratil Allschwil svůj význam jako celní stanice. V roce 1905 byla otevřena tramvajová trať do Basileje. V roce 1910 dojíždělo z Allschwilu za prací asi 40 % pracujících, v roce 1990 to bylo již 79 %. V 21. století je Allschwil zaměřen na lehký průmysl včetně kovoprůmyslu, papírenského průmyslu a chemie. V roce 1990 pracovalo 35 % zaměstnanců v průmyslu a 54 % ve službách.
Allschwil zaznamenal v letech 1850–1970 masivní nárůst počtu obyvatel díky přistěhovalectví z Basileje. V roce 1930 byl nejlidnatější obcí mimo Basilej a trpěl problémy s infrastrukturou. Od roku 1970 růst stagnoval. Centrum města si zachovalo svůj vesnický vzhled. Ten je umocněn obnovou hrázděných domů z poloviny 19. století, které v roce 1976 získaly ocenění Rady Evropy a v roce 1980 další ocenění za urbanistické řešení centra obce. V roce 1968 bylo otevřeno muzeum historie města a v roce 1977 vznikl trh v Allschwileru.

## Obyvatelstvo
| Vývoj počtu obyvatel | Vývoj počtu obyvatel | Vývoj počtu obyvatel | Vývoj počtu obyvatel | Vývoj počtu obyvatel | Vývoj počtu obyvatel | Vývoj počtu obyvatel | Vývoj počtu obyvatel | Vývoj počtu obyvatel | Vývoj počtu obyvatel | Vývoj počtu obyvatel | Vývoj počtu obyvatel | Vývoj počtu obyvatel | Vývoj počtu obyvatel | Vývoj počtu obyvatel | Vývoj počtu obyvatel | Vývoj počtu obyvatel | Vývoj počtu obyvatel | Vývoj počtu obyvatel |
| -------------------- | -------------------- | -------------------- | -------------------- | -------------------- | -------------------- | -------------------- | -------------------- | -------------------- | -------------------- | -------------------- | -------------------- | -------------------- | -------------------- | -------------------- | -------------------- | -------------------- | -------------------- | -------------------- |
| Rok                  | 1578                 | 1771                 | 1850                 | 1860                 | 1870                 | 1880                 | 1888                 | 1900                 | 1910                 | 1920                 | 1930                 | 1941                 | 1950                 | 1960                 | 1970                 | 1980                 | 1990                 | 2000                 |
| Počet obyvatel       | 341                  | 754                  | 1007                 | 1215                 | 1270                 | 1823                 | 2402                 | 3096                 | 3911                 | 4583                 | 7157                 | 7315                 | 7900                 | 12 875               | 17 638               | 17 952               | 18 802               | 18 131               |

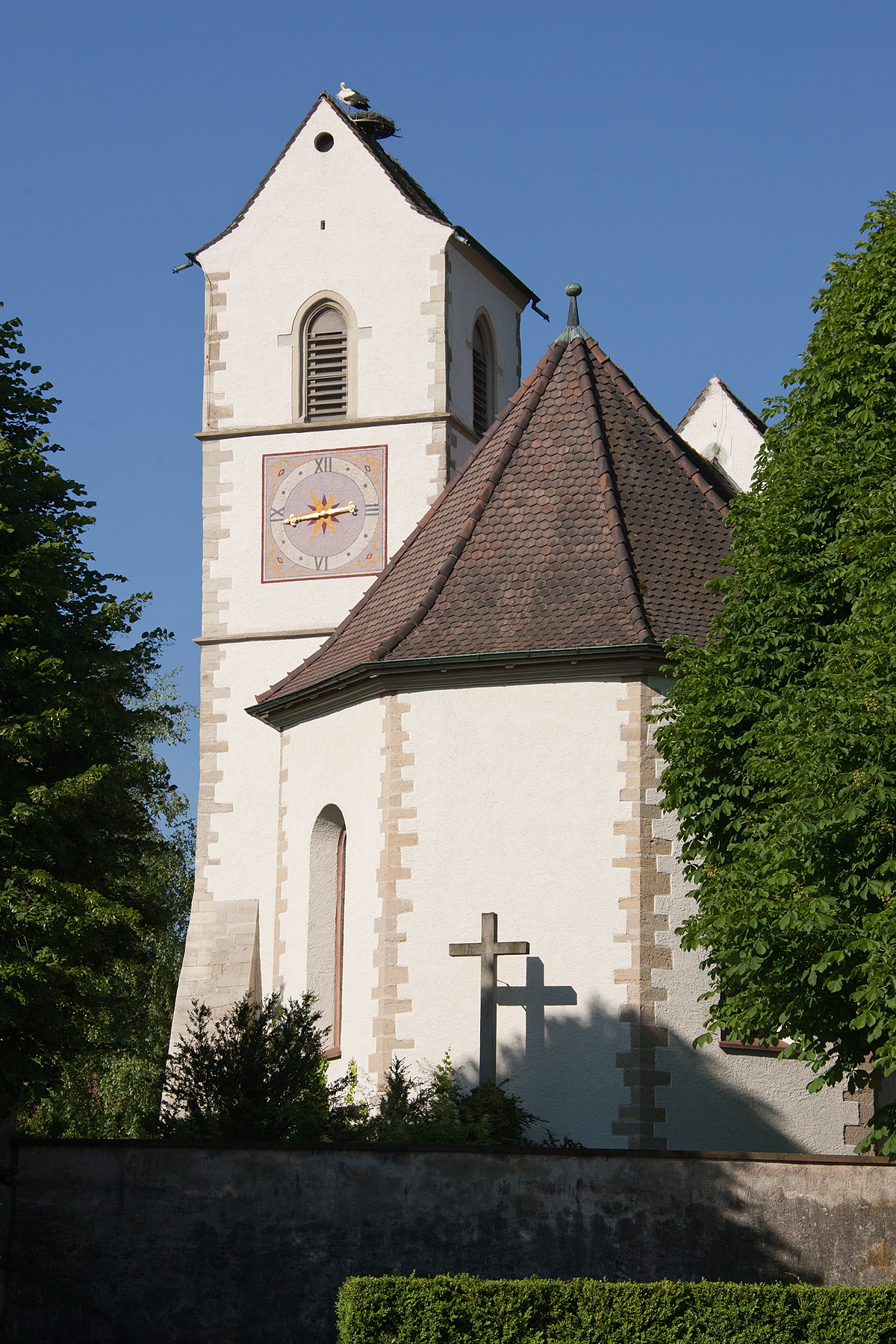
Farní kostel v Allschwilu

Úředním jazykem v Allschwilu je němčina. Dle statistiky z roku 2000 hovořila německy většina obyvatel (celkem 15 689, tj. 86,5 %), druhým nejčastějším jazykem byla italština (580, tj. 3,2 %) a třetím francouzština (433, tj. 2,4 %). Podíl cizinců (obyvatel přihlášených k trvalému pobytu, avšak bez švýcarského občanství) činil v Allschwilu v roce 2019 27,5 %.

## Doprava

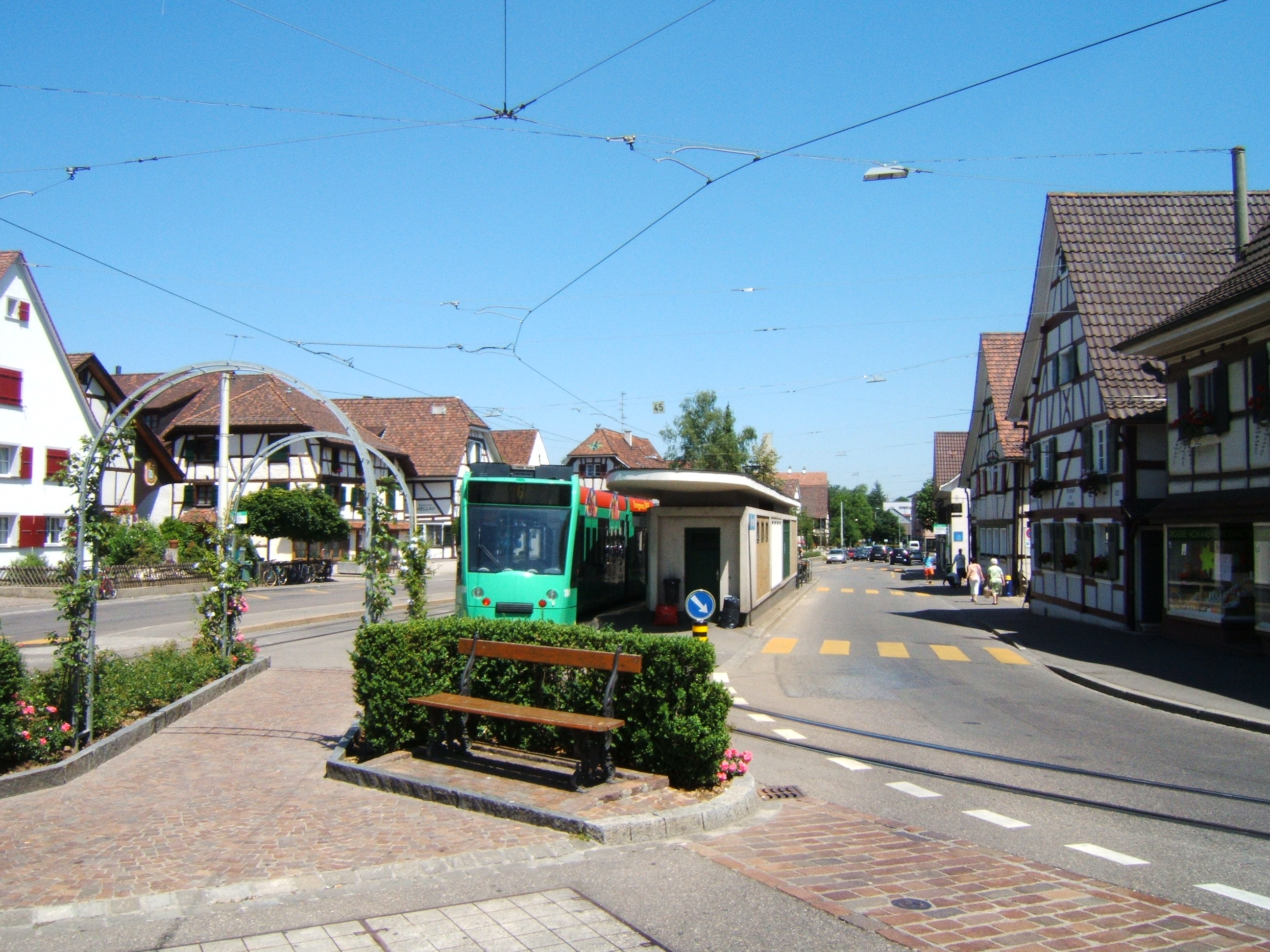
Tramvajová zastávka v centru Allschwilu

Allschwil má jednu tramvajovou linku a čtyři autobusové linky. Tramvajovou linkou BVB č. 6 do Riehenu se do 15 minut lze dostat do Basileje. Tramvajová zastávka Morgartenring je první zastávkou v kantonu Basilej-město na této tramvajové lince. Kromě toho zde jezdí následující autobusové linky:
- linka 33 BVB ze Schönenbuchu přes Allschwil do Basileje/Schifflände
- linka 48 BVB do stanice Basel SBB jezdí během dne od pondělí do soboty
- linka 38 BVB/RVL do Wyhlen Siedlung v Německu
- linka 61 BLT do Basileje/Neuweilerstrasse-Binningen-Oberwil
- linka 64 BLT do Arlesheimu

Díky otevření dálnice Nordtangente Basel v roce 2008 je Allschwil napojen také na dálniční síť. Vzhledem k dojížďce do Basileje, ale i do Francie, je zde ve špičkách poměrně hustý provoz; tomu napomáhá i skutečnost, že z Francie do Allschwilu nejezdí žádná veřejná doprava. V obci je také velké množství cyklostezek. Allschwil se nachází v blízkosti letiště Basilej-Mulhouse-Freiburg. Kvůli letišti však obec trpí hlukem z letadel.
Od prosince 2014 má Allschwil během dne od pondělí do soboty přímé spojení s basilejským nádražím SBB prostřednictvím linky 48. Linka však nejezdí do centra obce, ale do průmyslové čtvrti Bachgraben.
Plánuje se také vybudování stanice S-Bahn Allschwil/Morgartenring.